# Rhipidoglossum polyanthum
Espèce
Synonymes
- Diaphananthe polyantha (Kraenzl.) F.N.Rasm.[1]
- Mystacidium polyanthum Kraenzl.[1]
- Sarcorhynchus polyanthus (Kraenzl.) Schltr.[1]
- Sarcorhynchus saccolabioides Schltr.[1]

Rhipidoclossum polyanthum (Kraenzl.) Szlach. & Olszewski est une espèce d'Orchidées du genre Rhipidoglossum, présente sur la ligne montagneuse du Cameroun.

## Description
Rhipidoclossum polyanthum (Kraenzl.) Szlach. & Olszewski est une plante érigée avec des tiges courtes de 5 à 16 cm de long dont les feuilles au minimum de 3 poussent près de l'apex et ont une base tordue. Les inflorescences sont verticales et émergent sous les feuilles. Elles portent au minimum 4 fleurs d'un blanc verdâtre et mesurent entre 2 et 20 cm de long. 

## Habitat et distribution
Rhipidoclossum polyanthum est une plante épiphyte qui pousse dans les forêts de montagnes à 10 m de haut. C'est une plante subendémique du Cameroun, commune, observée dans trois régions (Nord-Ouest, Ouest et Sud-Ouest), également présente en Guinée équatoriale sur l'île de Bioko.

## Synonymes

### Synonymes homotypiques
Rhipidoclossum polyanthum possède 3 synonymes homotypiques : Mystacidium polyanthum, Diaphanante polyantha et Sarcorhynchus polyanthus.

### Synonymes hétérotypiques
Rhipidoclossum polyanthum possède 1 synonyme hétérotypique : Sarcorhynchus saccolabioide.